# Рудна (округ Рожнява)
Рудна (словац. Rudná) — село в окрузі Рожнява Кошицького краю Словаччини, історична область Гемера. Площа села 7,49 км². Станом на 31 грудня 2016 року в селі проживало 715 жителів.

## Історія
Перші згадки про село датуються 1215 роком.

## Населення
| Рік:            | 1994. | 2004.   | 2014.   | 2024.   |
| --------------- | ----- | ------- | ------- | ------- |
| Кількість осіб: | 759   | 728     | 729     | 703     |
| Різниця:        |       | -4,08 % | +0,13 % | -3,56 % |

| Рік:            | 2023. | 2024.   |
| --------------- | ----- | ------- |
| Кількість осіб: | 692   | 703     |
| Різниця:        |       | +1,58 % |